# Серринья (Баия)
Серри́нья (порт. Serrinha)  —  муниципалитет в Бразилии, входит в штат Баия. Составная часть мезорегиона Северо-восток штата Баия. Входит в экономико-статистический микрорегион Серринья. Население составляет 71 383 человека на 2007 год. Занимает площадь 568,405 км². Плотность населения — 132,8 чел./км².
Праздник города — 13 июня.

## История
Город основан 13 июня 1786 года.

## Статистика
- Валовой внутренний продукт на 2003 год составляет 170 097 481,00 реалов (данные: Бразильский институт географии и статистики).
- Валовой внутренний продукт на душу населения на 2003 год составляет 2316,08 реалов (данные: Бразильский институт географии и статистики).
- Индекс развития человеческого потенциала на 2000 год составляет 0,658 (данные: Программа развития ООН).